# Little Big Dream - Khwam fan an sungsut
Little Big Dream - Khwam fan an sungsut (Little Big Dream ความฝันอันสูงสุด) è un film televisivo thailandese diretto da Chatkaew Susiwa, prodotto da GMMTV e andato in onda su One31 il 5 dicembre 2016, dedito alla memoria del re di Thailandia Bhumibol Adulyadej (Rama IX), morto il 13 ottobre dello stesso anno. È stato reso disponibile il giorno stesso anche su YouTube.

## Trama
Il film propone le storie di alcuni giovani che si ritrovano ad abbracciare gli insegnamenti del re Rama IX, al fine di realizzare i propri sogni.